# Hanny Flygare
Emma Henrietta Aurora (Hanny) Flygare, född 27 oktober 1841 i Stockholm, död där 2 januari 1924, var en svensk översättare. I böckerna skrevs hennes namn "H. Flygare".
Mellan 1896 och 1923 översatte hon uppskattningsvis 200 böcker från engelska och tyska samt i mindre utsträckning från franska och danska. Huvudsakligen ägnade hon sig åt populärförfattare men även klassiker som Charles Dickens, Rudyard Kipling och William Thackeray.
Hon var bosatt i Strängnäs och Stockholm.

## Översättningar (urval)
- Rudyard Kipling: Djungelboken (Norstedt, 1896)
- Samuel Rutherford Crockett: En gatpojkes roman (Fahlcrantz, 1897)
- Ouida: Familjen Massarene (Hierta, 1897–98)
- William Le Queux: På slingrig stråt (Hierta, 1898)
- Hall Caine: Manxmannen (1898)
- Anthony Hope: Simon Dale (Hierta, 1898)
- Frank R. Stockton: Till Nordpolen och jordens centrum (Geber, 1899)
- Frederic William Farrar: Jesu lif i forskningens ljus (Fahlcrantz, 1900)
- Mary Johnston: På kompaniets befallning (Beijer, 1900)
- Ethel Turner: Tre små flickor (Fahlcrantz, 1901)
- James Lane Allen: Den osynliga kören (1901)
- Edith Wharton: En gåfva från grafven (Svithiod, 1901)
- Arthur Conan Doyle: Baskervilles hund (Geber, 1902)
- Maurice Maeterlinck: Biets liv (Norstedt, 1902)
- Bret Harte: Koncentrerade romaner (Geber, 1902)
- Max Pemberton: Furstinnan Tekla (1902)
- Henry Harland: Länsgrefvinnan (1902)
- Francis Marion Crawford: Marietta eller ungmön från Venedig (Skoglund, 1902)
- George Horace Lorimer: Bref till min son: några råd af en köpman, som själf arbetat sig upp i världen (Geber, 1903)
- Yei Theodora Ozaki: Japanska sagor berättade för västerlandet (Fahlcrantz, 1904)
- Georg von Ompteda: Denise de Montmidi (Hierta, 1904)
- Helen Keller: Mitt lifs historia (Geber, 1904)
- Frank Norris: Hvirfveln: en historia om Chicago (Fahlcrantz, 1904)
- Peter Rosegger: I. N. R. I.: en fattig syndares glada budskap (Hierta, 1904)
- Warwick Deeping: Uther och Igraine (Beijer, 1904)
- Henry Rider Haggard: Ayesha eller hon, som kommit åter (Fahlcrantz, 1905)
- William Thackeray: Arthur Pendennis (Fahlcrantz,1905-1906)
- Otto C. Lund: Leo Tolstoi: diktare, tänkare, samhällsreformator (Fahlcrantz, 1905)
- Henry Shackelford: Den försvunne konungen (1906)
- Bertha von Suttner: Ned med vapnen!: en lefnadssaga (Björck & Börjesson, 1907)
- Hanna Brandenfels: Baronessa och kokerska (Beijer, 1907)
- Robert Hichens: Blodets röst (Hierta, 1908)
- Charles Dickens: David Copperfield (Björck & Börjesson, 1908)
- Leo Tolstoj: Jesu lära: enkelt framställd (Geber, 1909)
- Ernest William Hornung: Bakom svarta masken (Geber, 1909)
- Georg Hermann: Henriette Jacoby (Geber, 1910)
- Robert Michael Ballantyne: Gorillajägarna (Norstedt, 1911)
- Gilbert Parker: Ett farligt experiment (B. Wahlström, 1911)
- Olive Schreiner: Kvinnan och arbetet (Geber, 1911)
- Børge Janssen: Kungens historier (Norstedt, 1912)
- G.K. Chesterton: Den menlöse fader Brown (Geber, 1912)
- Arthur Conan Doyle: En försvunnen värld (Geber, 1913)
- Ernest A. Bryant: Hjälp dig själv! (Fahlcrantz, 1913)
- Mildred Carnegy: En drottnings riddare: Axel von Fersens lif (Geber, 1913)
- Richard Marsh: Judith Lee: några blad ur en egendomlig detektivs historia (Geber, 1914)
- Paul Oskar Höcker: I spetsen för mitt kompani: tre månaders krigserfarenheter (Beijer, 1915)
- Gene Stratton-Porter: Laddie: en riktigt sann historia (Fahlcrantz, 1915)
- Bernhard Kellermann: Havet (Norstedt, 1915)
- Houston Stewart Chamberlain: Parsifalsagor (Geber, 1916)
- Clara Viebig: Hekubas döttrar (Norstedt, 1917)
- Florence Barclay: Mitt hjärta det är där (Fahlcrantz, 1917)
- Jean Webster: Peters öden och äventyr (Fahlcrantz, 1918)
- Booth Tarkington: De magnifika Ambersons (Fahlcrantz, 1919)
- P.G. Wodehouse: Piccadilly-Jim (Fahlcrantz, 1920)
- Robert Louis Stevenson: Dr Jekyll och Mr Hyde (Björck & Börjesson, 1921)
- Mark Twain: En yankee vid kung Arturs hov (Björck & Börjesson, 1922)